# 重庆历史名人馆
29°33′54″N 106°32′50″E / 29.56500°N 106.54722°E
重庆历史名人馆及重庆文化艺术展示中心是重庆市的综合性艺术场馆，位在重庆市中心，朝天门广场负一楼，分類為國有博物館。重庆历史名人馆展示內容包括重庆歷史，以及和重庆有關的歷史名人共200名，其中100名是重庆當地人士，而重庆文化艺术展示中心是專供文化艺术展示的場所。